# کاوشی در مبانی اخلاق

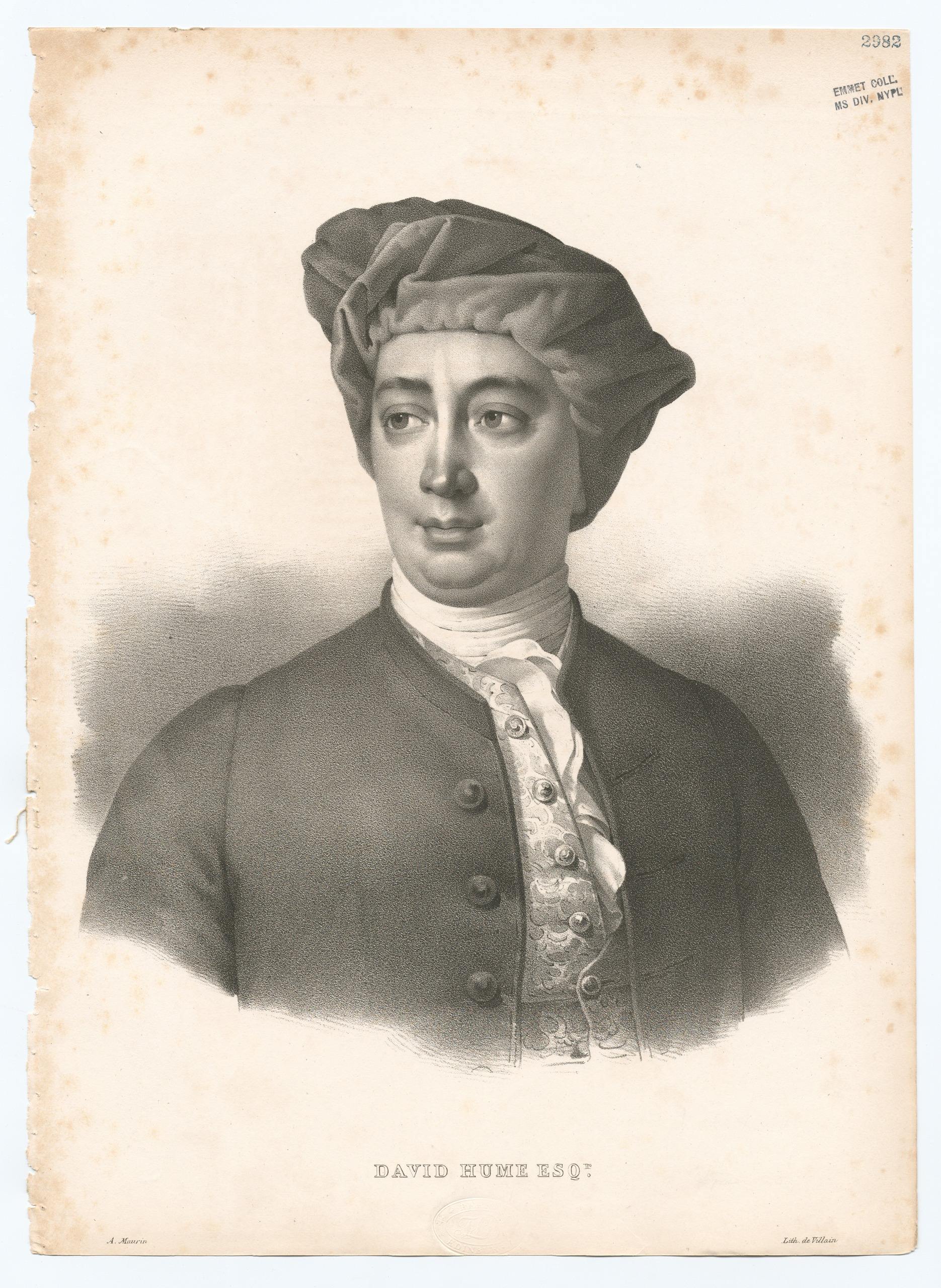
دیوید هیوم فیلسوف اسکاتلندی

کاوشی در مبانی اخلاق یا جستاری در باب اصول اخلاق یکی از آثار برجسته دیوید هیوم فیلسوف اسکاتلندی است. مرتضی مردیها و مجید داودی این کتاب را مستقلاً به فارسی ترجمه کرده‌اند.